# Ford Puma Rally1
Chronologie des modèles
Ford Fiesta WRC Aucun
La Ford Puma Rally1 est une voiture de rallye de la catégorie Rally1, produite par M-Sport Ford World Rally Team depuis 2022, et engagée en championnat du monde des rallyes.

## Historique

### Contexte

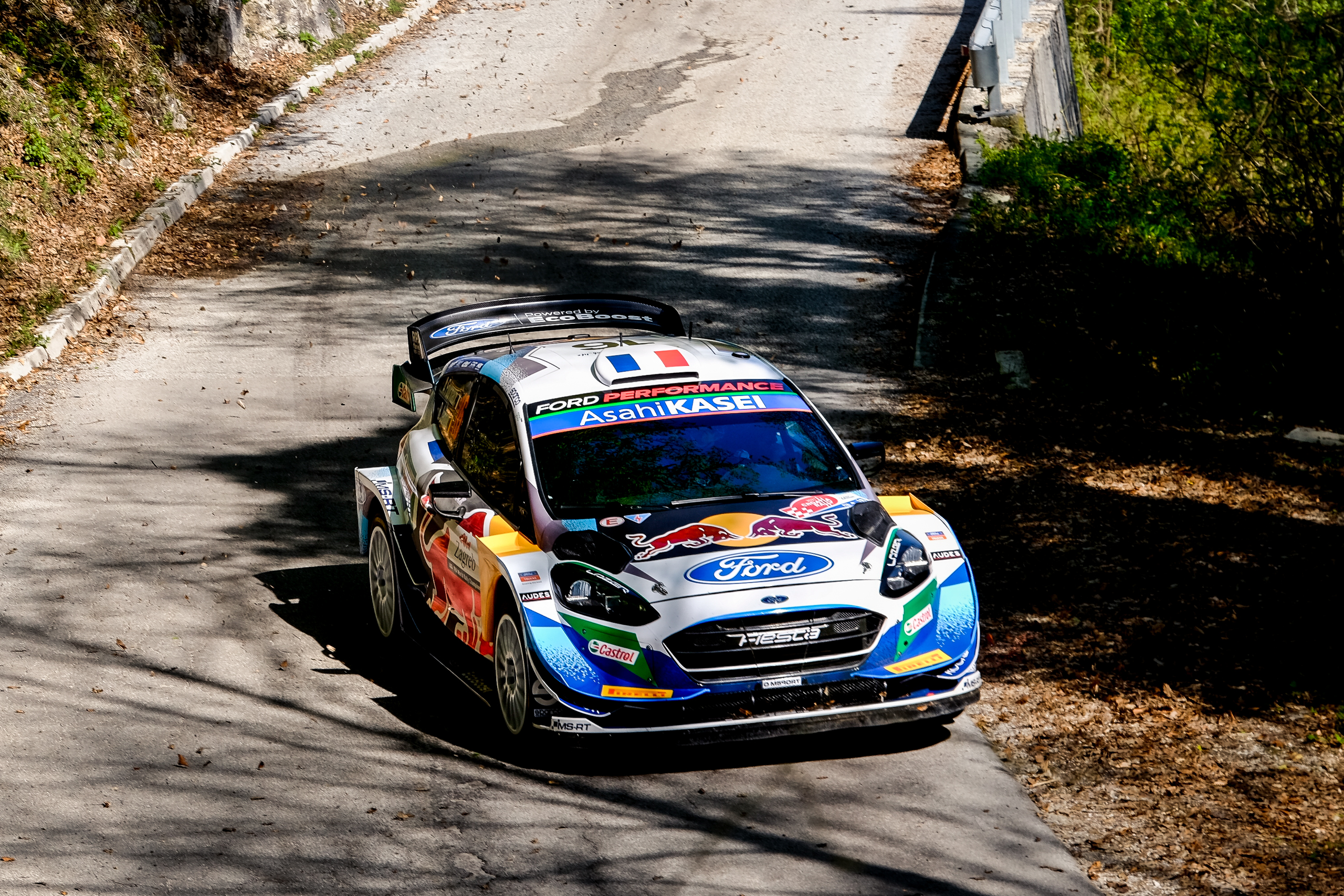
La Ford Fiesta WRC d'Adrien Fourmaux et Renaud Jamoul au rallye de Croatie 2021, la devancière de la Ford Puma Rally1.

Dès 2018, la Fédération internationale de l'automobile annonce son intention de simplifier la nomenclature des catégories de rallye, s'inspirant du système utilisé pour les Formules en monoplace. Le 14 juin 2019, le principal organe décisionnel de la FIA, le Conseil Mondial du Sport Automobile (CMSA), approuve l'introduction d'une nouvelle catégorie destinée à remplacer les World Rally Cars à partir de 2022, avec un cycle d'homologation de cinq ans. La principale innovation réside dans l'intégration d'un système hybride, dont les spécifications sont fixées pour les trois premières années, laissant place à une éventuelle plus grande liberté technique à partir de 2024. En décembre 2019, les principales directives du futur règlement technique sont officiellement approuvées par le conseil.
M-Sport Ford World Rally Team, qui engage sa Ford Fiesta WRC depuis 2017, doit ainsi créer un tout nouveau modèle respectant cette nouvelle réglementation.

### Conception et développement
Les spécifications Rally1 reposent sur de nouveaux châssis en acier, conçus pour être plus résistants et plus sécurisés, conformément aux réglementations de la FIA, avec un empattement réduit au minimum. Lors de la conception de la structure anti-collision des futurs modèles Rally1, les équipes d'M-Sport Ford World Rally Team, Toyota Gazoo Racing WRT et Hyundai Motorsport sollicitent la FIA pour établir un programme de tests collaboratif. L'objectif est de développer un système de sécurité standardisé pour toutes les équipes, régit par la FIA. Une seule série de crash-test est ainsi réalisée, par la FIA, au lieu de plusieurs tests par équipe. Les résultats de cette série de tests permettent de définir les exigences de conception en matière de sécurité, une fois partagée avec les constructeurs. En prenant en compte le volume intérieur de chacun des futurs modèles des trois équipes, ces derniers et la FIA conçoivent une cellule de sécurité universelle à toutes les voitures Rally1.
Pour le développement de la Puma Rally1, les ingénieurs de Ford et M-Sport, accompagné d'Adrien Fourmaux, exploitent le simulateur de Ford situé à Charlotte, aux États-Unis. Cet outil, utilisé par Ford pour ses programmes en sport automobile, notamment en rallye et en NASCAR, ainsi que pour le développement de ses voitures de série, permet d’affiner les réglages du prototype. Dans ce processus, les ingénieurs ajustent les différents paramètres de la voiture, tandis qu’Adrien Fourmaux effectuent des sessions de test sur le simulateur afin d’évaluer son comportement et d’orienter les choix techniques.

### Présentation, lancement et améliorations

#### Présentation
Du 8 au 10 juillet 2021, M-Sport et Ford présentent conjointement le prototype de la Puma Rally1 à l'occasion du festival de vitesse de Goodwood. L'équipe accueille Jim Farley, le PDG de Ford, tandis que la démonstration des performances de la voiture est effectuée par Adrien Fourmaux.
Le 15 janvier 2022, les trois équipes officielles engagées pour le championnat du monde des rallyes 2022 se réunissent à Salzbourg, au Hangar-7 de Red Bull Racing, promoteur de la compétition, pour une cérémonie de présentation officielle. À cette occasion, les équipes de M-Sport Ford World Rally Team présentent la Ford Puma Rally1, celles de Toyota Gazoo Racing WRT la Toyota GR Yaris Rally1, et celles de Hyundai Motorsport la Hyundai i20 N Rally1.

#### Saison 2024
La Puma Rally1 bénéficie d'un nouvel aileron lors du rallye de Croatie, déjà en developpement depuis le rallye du Portugal 2023.

## Caractéristiques

### Chaîne cinématique

#### Motorisation
Comme pour les World Rally Cars précédentes, les moteurs des Rally1 doivent correspondre à la norme GRE, pour Global Motorsport Engine. Cette norme impose un moteur avec quatre cylindres en ligne turbocompressé, d'une cylindrée de 1,6 L développant une puissance maximale de 380 ch, et d'une masse maximale de 80 kg.
| Modèle et boîte                 | Production  | Moteur                       | Cylindrée         | Puissance                      | Couple | 0 à 100 km/h | Vitesse maximale |
| ------------------------------- | ----------- | ---------------------------- | ----------------- | ------------------------------ | ------ | ------------ | ---------------- |
| Ford Puma Rally1 (boîte séq. 5) | 2022 - 2024 | 4 cylindres en ligne hybride | 1 600 cm3 (1,6 L) | 353 kW (480 ch) à 6 500 tr/min | -      | -            | -                |

| Modèle et boîte                 | Production | Moteur               | Cylindrée         | Puissance                      | Couple | 0 à 100 km/h | Vitesse maximale |
| ------------------------------- | ---------- | -------------------- | ----------------- | ------------------------------ | ------ | ------------ | ---------------- |
| Ford Puma Rally1 (boîte séq. 5) | 2025       | 4 cylindres en ligne | 1 600 cm3 (1,6 L) | 280 kW (380 ch) à 6 500 tr/min | -      | -            | -                |

### Mécanique

#### Suspensions

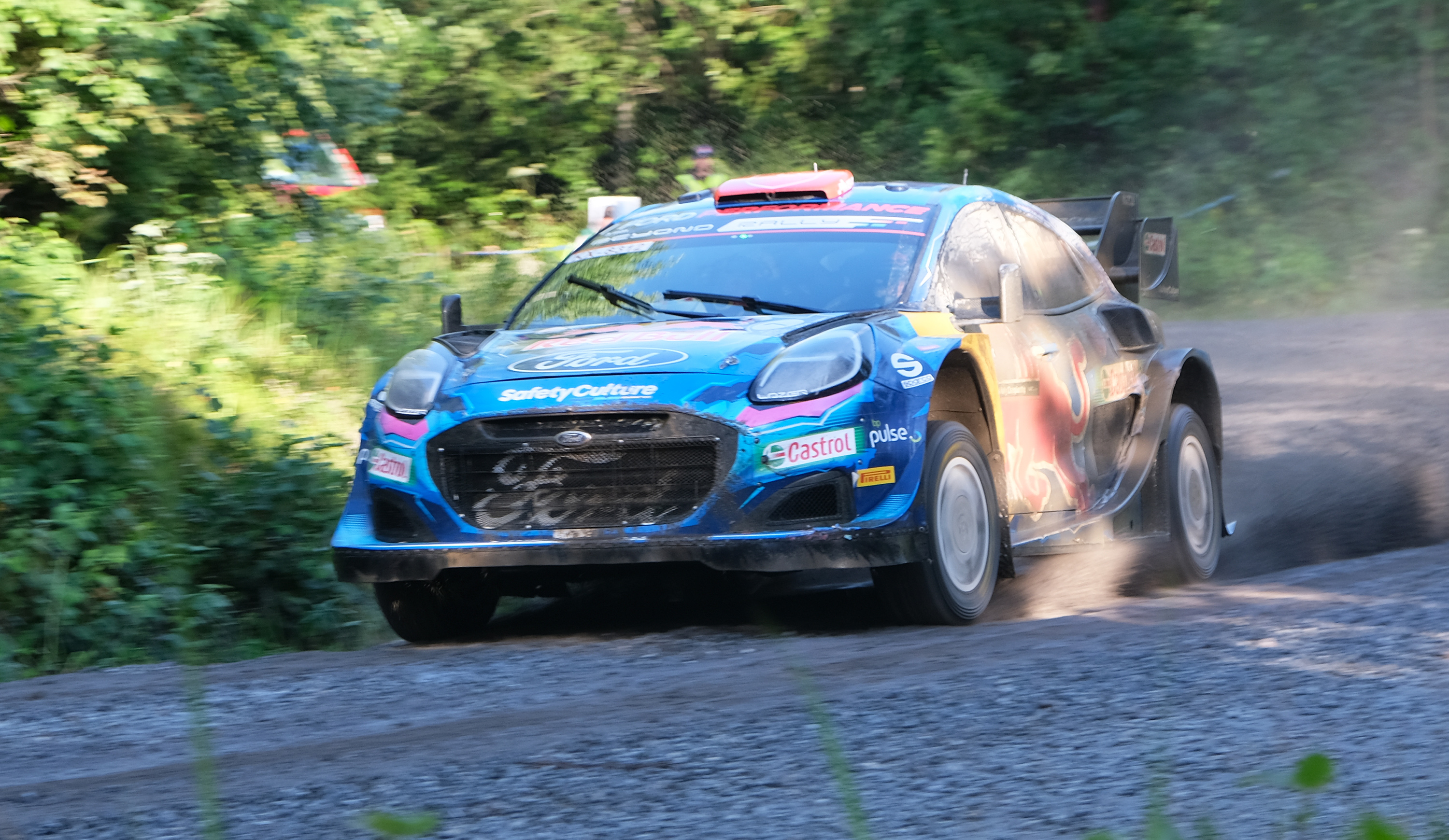
La Ford Puma Rally1 de Pierre-Louis Loubet et Nicolas Gilsoul, lors du rallye de Finlande 2023.

À l'avant et à l'arrière, la Puma Rally1 repose sur des suspensions de type MacPherson, associées à des amortisseurs réglables, permettant de modifier les paramètres de suspension pour s'adapter aux spécificités des spéciales.

#### Freinage
Selon la réglementation commune à toutes les Rally1, le freinage est assuré par différents disques en fonction du type de surface où se déroule un rallye. Sur les rallyes disputés sur terre, des disques de frein de 300 mm de diamètre et 24 mm d'épaisseur refroidis par air sont utilisés. Des disques plus grands, de 370 mm de diamètre et 25 mm d'épaisseur, sont installés pour les épreuves sur asphalte, afin de répondre aux exigences spécifiques de ces terrains.

### Intérieur
Comme sur toutes les voitures homologuées en Rally1, le pot d'échappement de la Ford Puma Rally1est positionné sur le côté droit du véhicule, à proximité des pieds et du siège du copilote. Ce placement est dicté par la présence de l'unité hybride, installée juste derrière l'équipage, obligeant les ingénieurs à déporter l'échappement afin de garantir un refroidissement optimal du système hybride. Comme sur la Toyota GR Yaris Rally1, pour limiter la chaleur émise à l'intérieur de l'habitacle, l'entièreté de l'échappement est recouverte de matériaux isolants visant à réduire la transmission thermique.

## Résultats en championnat du monde des rallyes

### 2022
| Pos. | Écurie           | Pilote              | MON  | SUE  | CRO  | POR  | ITA  | SAF | EST  | FIN  | YPR  | GRE  | NZL  | CAT  | JPN | Points |
| ---- | ---------------- | ------------------- | ---- | ---- | ---- | ---- | ---- | --- | ---- | ---- | ---- | ---- | ---- | ---- | --- | ------ |
| 3e   | M-Sport Ford WRT | Craig Breen         | 3e   | 36e  | 4e   | 8e   | 2e   | 6e  | 30e  | 32e  | 63e  | 5e   | 19e  | 9e   | 24e | 257    |
| 3e   | M-Sport Ford WRT | Adrien Fourmaux     | Abd. | Abd. | Abd. | 9e   | Abd. | 13e | 7e   | 18e  | Abd. | -    | -    | 8e   | -   | 257    |
| 3e   | M-Sport Ford WRT | Gus Greensmith      | 5e   | 5e   | 15e  | 19e  | 7e   | 14e | Abd. | 7e   | 19e  | 29e  | Abd. | Abd. | 6e  | 257    |
| 3e   | M-Sport Ford WRT | Sébastien Loeb      | 1er  | -    | -    | Abd. | -    | 8e  | -    | -    | -    | Abd. | -    | -    | -   | 257    |
| 3e   | M-Sport Ford WRT | Lorenzo Bertelli    | -    | -    | -    | -    | -    | -   | -    | -    | -    | -    | 7e   | -    | -   |        |
| 3e   | M-Sport Ford WRT | Pierre-Louis Loubet | -    | -    | 47e  | 7e   | 4e   | -   | Abd. | Abd. | -    | 4e   | -    | 10e  | -   |        |
| 3e   | M-Sport Ford WRT | Jourdan Serderídis  | -    | -    | -    | -    | -    | 7e  | -    | -    | -    | Abd. | -    | 28e  | -   |        |
| 3e   | M-Sport Ford WRT | Jari Huttunen       | -    | -    | -    | -    | -    | -   | -    | 9e   | -    | -    | -    | -    | -   |        |

### 2023
| Pos. | Écurie           | Pilote              | MON  | SUE | MEX | CRO | POR | ITA  | SAF  | EST | FIN  | GRE  | CHI  | EUR | JPN  | Points |
| ---- | ---------------- | ------------------- | ---- | --- | --- | --- | --- | ---- | ---- | --- | ---- | ---- | ---- | --- | ---- | ------ |
| 3e   | M-Sport Ford WRT | Pierre-Louis Loubet | Abd. | 6e  | 26e | 7e  | 32e | Abd. | 7e   | 6e  | 45e  | Abd. | Abd. | 10e | -    | 287    |
| 3e   | M-Sport Ford WRT | Ott Tänak           | 5e   | 1er | 9e  | 2e  | 4e  | 35e  | 6e   | 8e  | Abd. | 4e   | 1er  | 3e  | 6e   | 287    |
| 3e   | M-Sport Ford WRT | Jourdan Serderídis  | 24e  | -   | 25e | -   | -   | -    | Abd. | -   | -    | 17e  | -    | -   | -    |        |
| 3e   | M-Sport Ford WRT | Grégoire Munster    | -    | -   | -   | -   | -   | -    | -    | -   | -    | -    | 13e  | 7e  | -    |        |
| 3e   | M-Sport Ford WRT | Alberto Heller      | -    | -   | -   | -   | -   | -    | -    | -   | -    | -    | 15e  | -   | -    |        |
| 3e   | M-Sport Ford WRT | Adrien Fourmaux     | -    | -   | -   | -   | -   | -    | -    | -   | -    | -    | -    | -   | Abd. |        |

### 2024
| Pos. | Écurie           | Pilote             | MON | SUE | SAF | CRO | POR  | ITA | POL | FIN | FIN | GRE  | CHI | EUR | JPN | Points |
| ---- | ---------------- | ------------------ | --- | --- | --- | --- | ---- | --- | --- | --- | --- | ---- | --- | --- | --- | ------ |
| 3e   | M-Sport Ford WRT | Adrien Fourmaux    | 5e  | 3e  | 3e  | 17e | 4e   | 14e | 3e  | 4e  | 3e  | 21e  | 5e  | 32e | 3e  | 295    |
| 3e   | M-Sport Ford WRT | Grégoire Munster   | 20e | 23e | 15e | 7e  | Abd. | 5e  | 7e  | 9e  | 49e | Abd. | 7e  | 5e  | 5e  | 295    |
| 3e   | M-Sport Ford WRT | Jourdan Serderídis | -   | -   | 9e  | -   | -    | -   | -   | -   | -   | 14e  | -   | 20e | -   |        |
| 3e   | M-Sport Ford WRT | Mārtiņš Sesks      | -   | -   | -   | -   | -    | -   | 5e  | 7e  | -   | -    | 24e | -   | -   |        |

### 2025
| Pos. | Écurie           | Pilote             | MON  | SUE | SAF | ESP  | POR | ITA  | GRE | EST | FIN | PAR | EUR | JPN | KSA | Points |
| ---- | ---------------- | ------------------ | ---- | --- | --- | ---- | --- | ---- | --- | --- | --- | --- | --- | --- | --- | ------ |
| -    | M-Sport Ford WRT | Grégoire Munster   | Abd. | 8e  | 5e  | 11e  | 9e  | 32e  |     |     |     |     |     |     |     | -      |
| -    | M-Sport Ford WRT | Josh McErlean      | 7e   | 46e | 10e | Abd. | 8e  | 34e  |     |     |     |     |     |     |     | -      |
| -    | M-Sport Ford WRT | Jourdan Serderídis | -    | 33e | 8e  | -    | -   | 25e  |     |     |     |     |     |     |     | -      |
| -    | M-Sport Ford WRT | Mārtiņš Sesks      | -    | 6e  | -   | -    | 15e | Abd. |     |     |     |     |     |     |     | -      |

## Dans la culture populaire

### Jeux vidéo
Plusieurs jeux vidéo permettent de se mettre au volant d'une Ford Puma Rally1, comme WRC Generations (2022), EA Sports WRC (2023), et Real Racing 3 (2013).